# So Tired
So Tired est un single d'Ozzy Osbourne sorti en 1983.

## Titres

### Version américaine
1. So Tired
2. One Up The B Side

### Version vinyle dorée
1. So tired
2. Waiting for darkness
3. Paranoid (Live)
4. Suicide solution (Live)

### Version double vinyle
1. So Tired 03:58
2. Bark at the Moon (live) 04:12
3. Waiting for Darkness 05:11
4. Paranoid (live)

### Version 7"
1. So Tired
2. One Up The B Side

### Version 7" deuxième édition
1. Bark At The Moon (Live)
2. Forever (Center Of Eternety) Live

### Version dorée et argentée (deuxième édition)
1. So Tired
2. Waiting For Darkness
3. Bark At The Moon (live)
4. Suicide Solution (live)
5. Paranoid (live)